# Aori Qileng
Aori Qileng (chino: 傲日其楞, Xilin Gol, Mongolia Interior, China, 25 de junio de 1993) es un artista marcial mixto chino de origen mongol que compite en la división de peso mosca de Ultimate Fighting Championship.

## Primeros años
Creció en Xilin Gol, Mongolia Interior, su familia era pastora y llevaba un estilo de vida nómada. En mongol, significa "universo". De niño, se apoyó en su excelente forma física para emprender el camino del deporte. Tras entrenar con el entrenador durante un tiempo, fue enviado al Instituto de Deportes de Xi'an para practicar Sanda con el famoso entrenador Zhao Xuejun. Bajo la influencia de su hermano mayor, comenzó a pasarse a las artes marciales mixtas de lucha libre.
Ganaría varios campeonatos en Sanda, ganando el campeonato 2012 Inner Mongolia National Games en 52 kg, el campeonato de 2013 Inner Mongolia Sanshou Tournament en 56 kg, el campeonato de 2014 Fight King Tournament en 60 kg, el campeonato de 2015 Fight King Tournament en 63 kg en Inner Mongolia Tongliao, y finalmente en diciembre de 2016, ganó el cinturón de oro en Sino-French King of Fighters Match 61 kg four-way tournament, ganando dos combates consecutivos para tomar el cinturón de oro.

## Carrera de artes marciales mixtas

### Carrera temprana
Ha acumulado un récord de 20-9, principalmente en la escena regional china, destacando la victoria en el Campeonato de Peso Gallo de la WLF y la defensa del título de la principal promoción de artes marciales mixtas de China Wu Lin Feng.

### Ultimate Fighting Championship
Debutó en la UFC contra Jeff Molina el 24 de abril de 2021 en UFC 261. Perdió el combate por decisión unánime. Este combate le valió el premio a la Pelea de la Noche.
Se enfrentó a Cody Durden el 20 de noviembre de 2021 en UFC Fight Night: Vieira vs. Tate. Perdió el combate por decisión unánime.
Se enfrentó a Cameron Else el 23 de abril de 2022 en UFC Fight Night: Lemos vs. Andrade. Ganó el combate por TKO en el primer asalto.
Se enfrentó a Jay Perrin el 20 de agosto de 2022 en UFC 278. Ganó el combate por decisión unánime.
Aori se enfrentó a Aiemann Zahabi el 10 de junio de 2023 en UFC 289.  Perdió la pelea en el primer asalto por nocaut en el primer asalto. 
Aori se enfrentó a Johnny Muñoz Jr. el 7 de octubre de 2023 en UFC Fight Night 229.  Ganó la pelea por decisión unánime. 
Aori se enfrentó a Daniel Marcos en UFC Fight Night 236 el 10 de febrero de 2024.  La pelea resultó en un no contest como resultado de repetidos golpes bajos accidentales. 
Aori se enfrentó a Raúl Rosas Jr. el 14 de septiembre de 2024 en UFC 306. Perdió la pelea por decisión unánime.

## Campeonatos y logros
- Ultimate Fighting Championship
  - Pelea de la Noche (una vez) vs. Jeff Molina[10]
- Wu Lin Feng
  - Campeonato de Peso Gallo de la WLF (una vez)
    - Una defensa exitosa del título

## Récord en artes marciales mixtas
| Récord profesional | Récord profesional | Récord profesional |
| 37 peleas          | 25 victorias       | 11 derrotas        |
| ------------------ | ------------------ | ------------------ |
| Nocaut             | 7                  | 1                  |
| Sumisión           | 2                  | 2                  |
| Decisión           | 16                 | 8                  |
| Sin resultado      | 1                  | 1                  |

| Resultado     | Récord    | Oponente                  | Método                                        | Evento                                   | Fecha                    | Ronda | Tiempo | Localización                 | Notas                                                                 |
| ------------- | --------- | ------------------------- | --------------------------------------------- | ---------------------------------------- | ------------------------ | ----- | ------ | ---------------------------- | --------------------------------------------------------------------- |
| Derrota       | 25–11 (1) | Raúl Rosas Jr.            | Decisión (unánime)                            | UFC 306                                  | 14 de septiembre de 2024 | 3     | 5:00   | Las vegas, Nevada            |                                                                       |
| Sin resultado | 25–10 (1) | Daniel Marcos             | Sin resultado (patada accidental en la ingle) | UFC Fight Night: Hermansson vs. Pyfer    | 10 de febrero de 2024    | 2     | 3:18   | Las Vegas, Nevada            | Un golpe accidental en la ingle hizo que Qileng no pudiera continuar. |
| Victoria      | 25–10     | Johnny Muñoz Jr.          | Decisión (unánime)                            | UFC Fight Night: Dawson vs. Green        | 7 de octubre de 2023     | 3     | 5:00   | Las Vegas, Nevada            |                                                                       |
| Derrota       | 24–10     | Aiemann Zahabi            | KO (golpes)                                   | UFC 289                                  | 10 de junio de 2023      | 1     | 1:04   | Vancouver, British Columbia, |                                                                       |
| Victoria      | 24–9      | Jay Perrin                | Decisión (unánime)                            | UFC 278                                  | 20 de agosto de 2022     | 3     | 5:00   | Salt Lake City, Utah         |                                                                       |
| Victoria      | 23–9      | Cameron Else              | TKO (puñetazos)                               | UFC Fight Night: Lemos vs. Andrade       | 23 de abril de 2022      | 1     | 2:48   | Las Vegas, Nevada            | Regreso al peso gallo.                                                |
| Derrota       | 22–9      | Cody Durden               | Decisión (unánime)                            | UFC Fight Night: Vieira vs. Tate         | 20 de noviembre de 2021  | 3     | 5:00   | Las Vegas, Nevada            |                                                                       |
| Derrota       | 22–8      | Jeff Molina               | Decisión (unánime)                            | UFC 261                                  | 24 de abril de 2021      | 3     | 5:00   | Jacksonville, Florida        | Regreso al peso mosca. Pelea de la Noche.                             |
| Victoria      | 22–7      | Khizri Abdulaev           | KO (puñetazos)                                | WLF W.A.R.S. 41                          | 3 de enero de 2020       | 2     | 3:38   | Zhengzhou                    |                                                                       |
| Victoria      | 21–7      | Amirlan Amirov            | Decisión (unánime)                            | WLF W.A.R.S. 39                          | 18 de octubre de 2019    | 3     | 5:00   | Zhengzhou                    | Defendió el Campeonato de Peso Gallo de la WLF.                       |
| Victoria      | 20–7      | Giorgi Borashvili         | TKO (retiro)                                  | WLF W.A.R.S. 35                          | 14 de junio de 2019      | 1     | 5:00   | Zhengzhou                    |                                                                       |
| Victoria      | 19–7      | Yong E                    | Sumisión (barra de brazo)                     | WLF W.A.R.S. 31                          | 3 de enero de 2019       | 1     | 3:34   | Henan                        | Ganó el Campeonato de Peso Gallo de la WLF.                           |
| Victoria      | 18–7      | Carlos Eduardo de Azevedo | Decisión (unánime)                            | WLF W.A.R.S. 30                          | 14 de diciembre de 2018  | 3     | 5:00   | Henan                        |                                                                       |
| Victoria      | 17–7      | Orazgeldi Atabayev        | TKO (puñetazos)                               | WLF W.A.R.S. 29                          | 16 de noviembre de 2018  | 1     | 4:40   | Zhengzhou                    | Combate de peso acordado (128 libras).                                |
| Derrota       | 16–7      | Amirlan Amirov            | Decisión (unánime)                            | WLF W.A.R.S. 27                          | 14 de septiembre de 2018 | 3     | 5:00   | Zhengzhou                    |                                                                       |
| Derrota       | 16–6      | Shuo Wang                 | Decisión (unánime)                            | Chin Woo Men: 2017-2018 Season: Stage 10 | 10 de junio de 2018      | 3     | 5:00   | Cantón                       |                                                                       |
| Victoria      | 16–5      | Sen Yang                  | Decisión (unánime)                            | Chin Woo Men: 2017-2018 Season: Stage 9  | 12 de mayo de 2018       | 3     | 5:00   | Cantón                       |                                                                       |
| Derrota       | 15–5      | Jiaerken Ailimubai        | Decisión (unánime)                            | Chin Woo Men: 2017-2018 Season: Stage 7  | 14 de abril de 2018      | 3     | 5:00   | Cantón                       |                                                                       |
| Victoria      | 15–4      | Vladislav Doroshenko      | Decisión (unánime)                            | WLF W.A.R.S. 22                          | 17 de marzo de 2018      | 3     | 5:00   | Kaifeng                      |                                                                       |
| Derrota       | 14–4      | Xiaolong Wu               | Decisión (dividida)                           | Chin Woo Men: 2017-2018 Season: Stage 6  | 11 de marzo de 2018      | 3     | 5:00   | Cantón                       |                                                                       |
| Victoria      | 14–3      | Maksadjon Yusupov         | Decisión (unánime)                            | WLF W.A.R.S. 21                          | 13 de enero de 2018      | 3     | 5:00   | Zhengzhou                    | Combate de peso acordado (128 libras).                                |
| Victoria      | 13–3      | Ailiyaer Didaer           | Decisión (unánime)                            | Chin Woo Men: 2017-2018 Season, Stage 1  | 9 de diciembre de 2017   | 3     | 5:00   | Wuhan                        |                                                                       |
| Victoria      | 12–3      | Kana Hyatt                | TKO (puñetazos)                               | WLF W.A.R.S. 19                          | 11 de noviembre de 2017  | 1     | 3:24   | Zhengzhou                    | Combate de peso acordado (132 libras).                                |
| Victoria      | 11–3      | Huo You Ga Bu             | Decisión (dividida)                           | WLF W.A.R.S. 17                          | 16 de septiembre de 2017 | 3     | 5:00   | Zhengzhou                    |                                                                       |
| Derrota       | 10–3      | Umidjon Musayev           | Sumisión (estrangulamiento por detrás)        | WLF W.A.R.S. 15                          | 19 de junio de 2017      | 3     | 1:01   | Zhengzhou                    | Combate de peso acordado (132 libras).                                |
| Derrota       | 10–2      | Kai Kara-France           | Decisión (unánime)                            | WLF W.A.R.S. 14                          | 20 de mayo de 2017       | 3     | 5:00   | Zhengzhou                    | Combate de peso acordado (129 libras).                                |
| Victoria      | 10–1      | Kirill Tropinin           | Decisión (unánime)                            | W.A.R.S. 12                              | 11 de marzo de 2017      | 3     | 5:00   | Ningxiang                    |                                                                       |
| Victoria      | 9–1       | Max Hunter Leali          | Decisión (unánime)                            | Kung Fu World Cup 2017: Day 1            | 24 de enero de 2017      | 3     | 5:00   | Ningxiang                    |                                                                       |
| Victoria      | 8–1       | Martial Seguy             | Decisión (unánime)                            | 100% Fight: Contenders 34                | 17 de diciembre de 2016  | 3     | 5:00   | Aubervilliers                | Final del torneo de peso gallo.                                       |
| Victoria      | 7–1       | Willy Zancanaro           | Decisión (unánime)                            | 100% Fight: Contenders 34                | 17 de diciembre de 2016  | 2     | 5:00   | Aubervilliers                | Semifinales del torneo de peso gallo.                                 |
| Victoria      | 6–1       | Ahmad Davlatov            | TKO (puñetazos)                               | WLF E.P.I.C. 9                           | 24 de octubre de 2016    | 1     | N/A    | Zhengzhou                    | Debut en el peso mosca.                                               |
| Victoria      | 5–1       | Rishat Kharisov           | Decisión (unánime)                            | WLF E.P.I.C. 8                           | 28 de septiembre de 2016 | 3     | 5:00   | Zhengzhou                    |                                                                       |
| Victoria      | 4–1       | Ga Rang Ni Ma             | Sumisión (bloqueo de tobillo)                 | WKFCMC: Elite Series 1: France vs. China | 24 de julio de 2016      | 2     | N/A    | Pekín                        |                                                                       |
| Derrota       | 3–1       | Grigorii Popov            | Sumisión (estrangulamiento por detrás)        | WLF E.P.I.C. 2                           | 12 de marzo de 2016      | 2     | 4:35   | Zhengzhou                    | Debut en el peso gallo.                                               |
| Victoria      | 3–0       | Nurtilek Yerkuatuly       | Decisión (unánime)                            | CKF 4                                    | 20 de diciembre de 2015  | 3     | 5:00   | Pekín                        |                                                                       |
| Victoria      | 2–0       | Minghui Bai               | Decisión (unánime)                            | CKF 4: Day 2                             | 20 de diciembre de 2015  | 1     | 2:43   | Pekín                        | Debut en el peso pluma.                                               |
| Victoria      | 1–0       | Guoqing Zhong             | Decisión (unánime)                            | CKF 3                                    | 6 de noviembre de 2015   | 3     | 5:00   | Xi'an                        | Combate de peso acordado (160 libras).                                |